# 女性化
女性化（英語：feminization）是一個改變一個人的性別特徵的過程。女性化者有女性的性徵或女性气质。

## 生物学的女性化
- 男性乳房发育症
- 女性化激素疗法
- 雌性化

## 社會性別的女性化
- 跨性別女性
- 女体化

## 參看
- 性别决定系统
- 男性化